# Алтуховка (Черемисиновский район)
Алтуховка — деревня в Черемисиновском районе Курской области России. Входит в состав Покровского сельсовета.

## География
Деревня находится в восточной части Курской области, в лесостепной зоне, в пределах юго-западной части Среднерусской возвышенности, на левом берегу реки Тим, вблизи места впадения реки Толстой, на расстоянии примерно 9 километров (по прямой) к югу от посёлка городского типа Черемисиново, административного центра района. Абсолютная высота — 194 метра над уровнем моря.
Климат
Климат характеризуется как умеренно континентальный. Среднегодовая температура воздуха — 4,9 °C. Абсолютный минимум температуры воздуха самого холодного месяца (января) составляет −37 °C; абсолютный максимум самого тёплого месяца (июля) — 40 °C. Безморозный период длится около 151 дня в году. Среднегодовое количество атмосферных осадков составляет 553 мм, из которых 369 мм выпадает в тёплый период года. Снежный покров образуется в конце ноября и держится в течение 130—145 дней в году.
Часовой пояс
Деревня Алтуховка, как и вся Курская область, находится в часовой зоне МСК (московское время). Смещение применяемого времени относительно UTC составляет +3:00.

## Население
| 2002 | 2010 |
| ---- | ---- |
| 83   | ↗87  |

Половой состав
По данным Всероссийской переписи населения 2010 года в половой структуре населения мужчины составляли 43,7 %, женщины — соответственно 56,3 %.
Национальный состав
Согласно результатам переписи 2002 года, в национальной структуре населения русские составляли 99 % из 83 чел.